# Larvik HK
Larvik HK eller Larvik Håndballklubb (LHK) er en norsk håndboldklub, hjemmehørende i Larvik. Klubben har fra 1990'erne og frem været en af de mest succesfulde i norsk håndbold på kvindesiden med en lang række mesterskaber og pokaltitler samt gode resultater i europæiske turneringer, kulminerende med sejrl i EHF Champions League i 2010-11.
En række danske landsholdspillere har spillet for den norske klub, herunder Lene Rantala, Karen Brødsgaard, Merete Møller, Kristina Bille og senest Sandra Toft.
I februar 2019 måtte klubben gå i betalingsstandsning, da det i en periode ikke var lykkedes at sikre nok indtægter. Alle ansatte i klubben blev i den forbindelse fritstillet og man blev tvangnedrykket til 1. division.

## Historie
Klubben blev stiftet i den 31. maj 1990 som en overbygning mellem Larvik Turn og Halsen. I dag består klubben kun af ét hold: nemlig et kvindehold i den øverste række i norsk håndbold. De rykkede op i Eliteserien (der dengang hed 1. division) efter sæsonen 1991/1992. Da sæsonen var slut, måtte de ud i kvalifikationskampe, for at undgå nedrykning – året efter vandt de det norske mesterskab, samt deltog i pokalfinalen!

## Meritter
Eliteserien:
- Guld (17): 1994, 1997, 2000, 2001, 2002, 2003, 2004, 2005, 2006, 2007, 2008, 2009, 2010, 2011, 2012, 2013, 2014, 2015, 2016, 2017
- Sølv (1): 2018

NM Cu:
- Guld: 1996, 1998, 2000, 2003, 2004, 2005, 2006, 2007, 2008, 2009, 2010, 2011, 2012, 2013, 2014, 2015, 2016, 2017

EHF Champions League
- Guld (1): 2011
- Sølv (2): 2013, 2015

Cup Winners' Cup:
- Guld (1): 2005
- Sølv (1): 2009

## Aktuel trup

### Spillertruppen 2023-24
| Målvogtere - 01 Eli Smørgrav Skogstrand - 16 Lea Løkke-Øwre - 36 Ingrid Lauritzen Fløjspillere LW - 05 Kine Kvalsund - 23 Polina Gentjeva RW - 04 Charlotte Koffeld Iversen - 15 Guro Ramberg - 77 Astrid Vasvik Løke Stregspillere - 18 Tirill Solumsmoen Mørch - 25 Tiril Birgitte Rosenberg - 55 Heidi Løke - 66 Lise Løke | Bagspillere LB - 07 Emma Helland-Døvle - 08 Nora Rosenberg - 11 Marianne Haugsted - 19 Mia Sanderød Wold - 20 Ingrid Vinjevoll - 21 Silje Vinjevoll - 26 Maja Furu Sæteren CB - 09 Kaja Kristensen - 10 Dorthe Groa - 22 Andrea Rønning RB - 24 Amanda Kurtović |

## Kendte spillere
| - Tine Albertsen (2004–2014) - Isabel Blanco - Monica Vik Hansen - Kristine Duvholt Havnås - Elisabeth Hilmo - Vigdis Hårsaker - Kari Mette Johansen - Ida Bjørndalen Karlsson (2005–2007) - Tonje Larsen (1993–1998, 1999–2015) - Cecilie Leganger (2010–2014) - Heidi Løke (2000–2002, 2008–2011) - Kristine Moldestad - Nora Mørk (2009–2016) - Katja Nyberg (1998–2005, 2010–2012) - Terese Pedersen - Cathrine Roll-Matthiesen - Lina Olsson Rosenberg - Mimi Kopperud Slevigen - Linn Jørum Sulland (2009–2015) - Birgitte Sættem - Annette Tveter | - Gro Hammerseng-Edin (2010-2017) - Anja Hammerseng-Edin (2012-2017) - Karoline Dyhre Breivang (2005-2017) - Amanda Kurtović (2011–2012, 2015–2017) - Marit Malm Frafjord (2014–2017) - Sanna Solberg (2014–2017) - Thea Mørk (2010–2018) - Kristine Breistøl (2012–2018) - Linn-Kristin Riegelhuth Koren (2002–2009, 2010–2017) - Mari Molid (2014–2016, 2018–2019) - Emilie Christensen (2017–2019) - Merete Møller (1999-2001) - Lene Rantala (1997–2014) - Karen Brødsgaard (2003-2004) - Kristina Bille (2012-2014) - Sandra Toft (2014-2017) - Gabriela Moreschi (2016-2018) - Tamires Morena Lima (2017-2018) - Raphaëlle Tervel (2009-2010) - Cassandra Tollbring (2017–2019) |

### Kendte spillere fra klubben
- Inger Sofie Heieraas
- Line Eftang
- Vibeke Nesse
- Cathrine Haakestad
- Heidi Flaatnes
- Lene Lillevik
- Sara Breistøl

### Kendte trænere fra klubben
- Peter Berthelsen (1. juni 1990 – 1. juni 1992)
- Marit Breivik (1. juni 1992 – 1. juni 1994)
- Gunnar Pettersen (1. juni 1994 – 1. juni 1996)
- Kristjan Halldórsson (1. juni 1996 – 1. juni 1998)
- Ole Gustav Gjekstad (1. juni 1998 – 1. juni 2005)
- Karl Erik Bøhn (1. juni 2005 – 3. januar 2011)
- Tor Odvar Moen (3. januar 2011 – 1. juni 2011) (1. juni 2015)
- Ole Gustav Gjekstad (1. juni 2011 – 1. juni 2015)
- Tor Odvar Moen (1. juni 2015 - 1. juni 2018)
- Geir Oustorp (1. juni 2018 - 5. februar 2019)
- Lene Rantala (5. februar 2019 - 1. juni 2019)
- Lars Wallin Andresen (1. juni 2019 - )

## Arena
- Navn: Boligmappa Arena Larvik
- By: Larvik
- Kapacitet: 4.500
- Åbnet: 19. september 2009
- Adresse: Hoffsgt 6, 3262 Larvik